# Мельница
Ме́льница — имеет два значения:

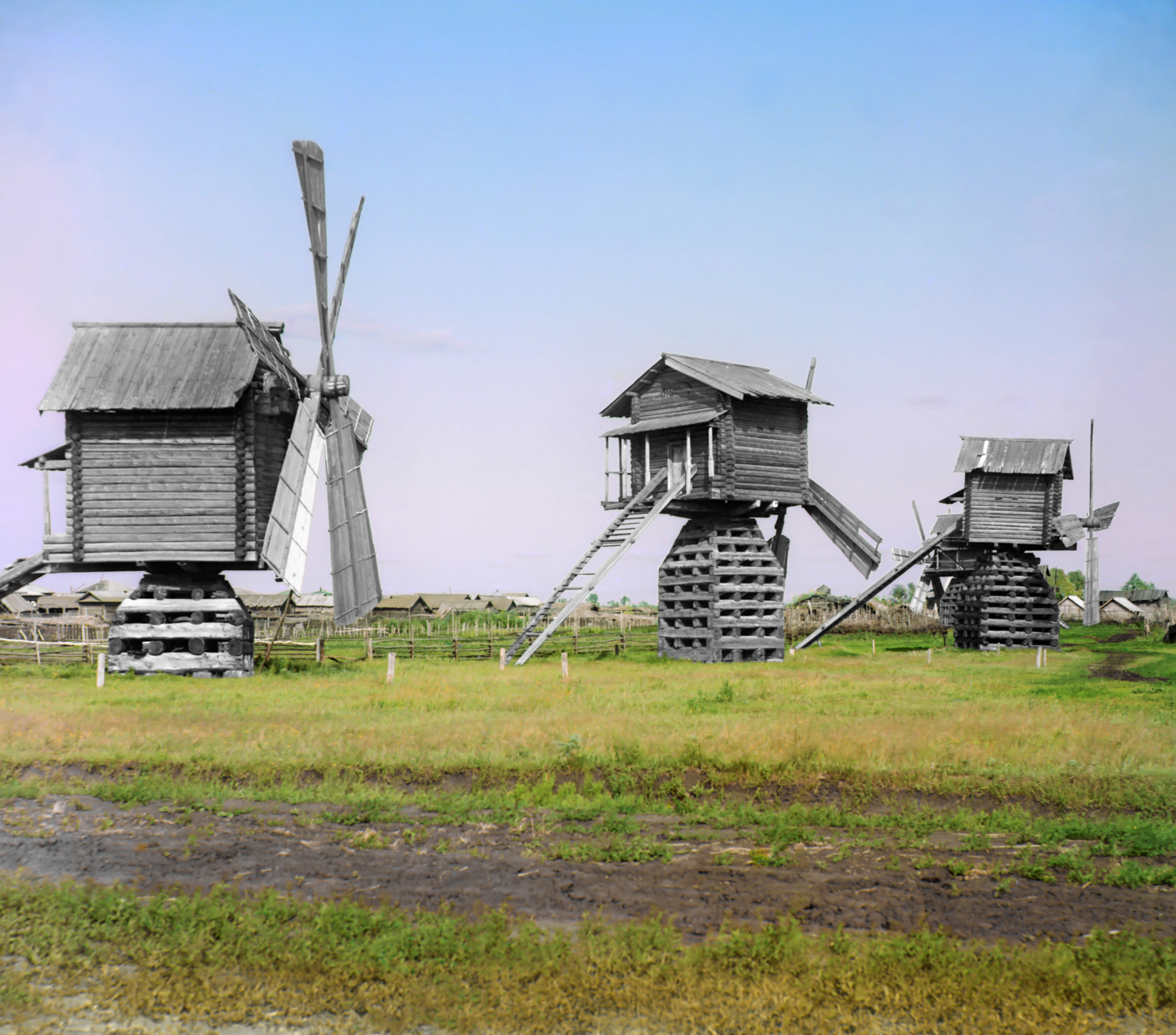
Ветряные мельницы в Сибири (фото С. М. Прокудина-Горского, 1912 г.)

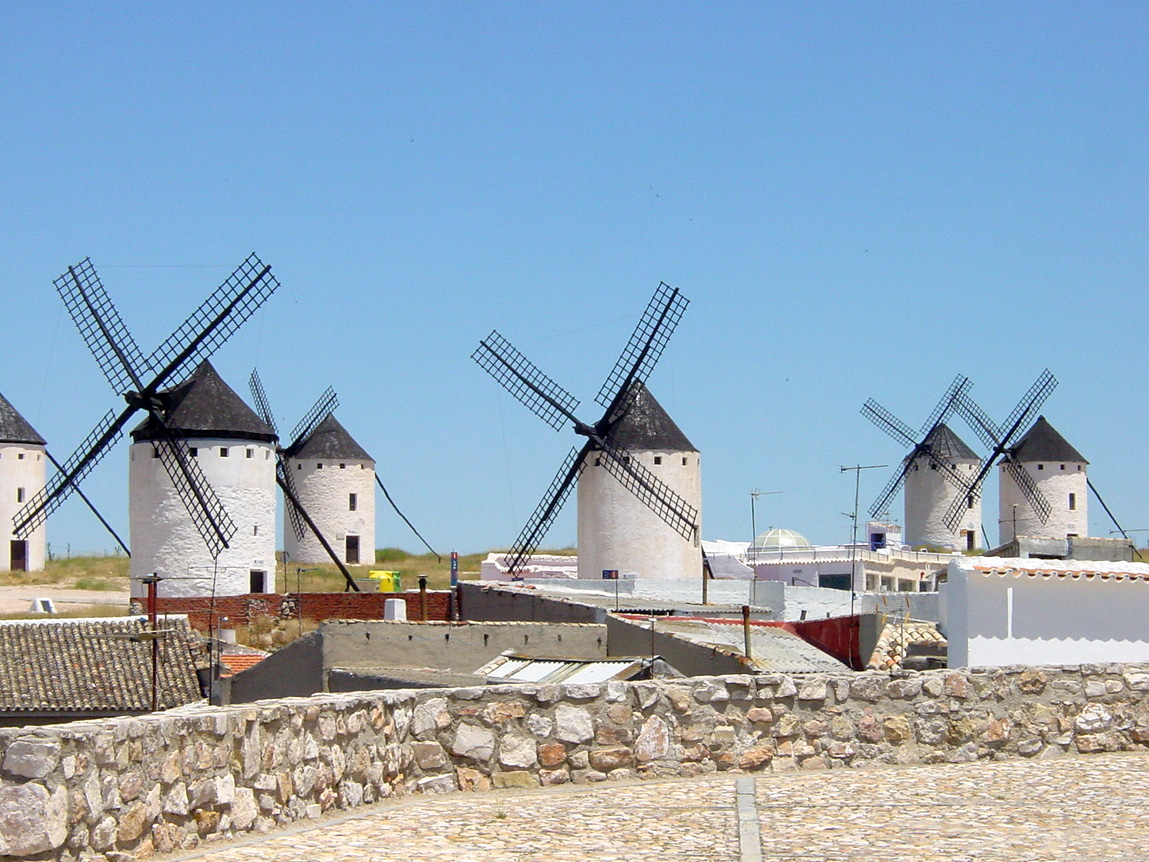
Ветряные мельницы, Испания

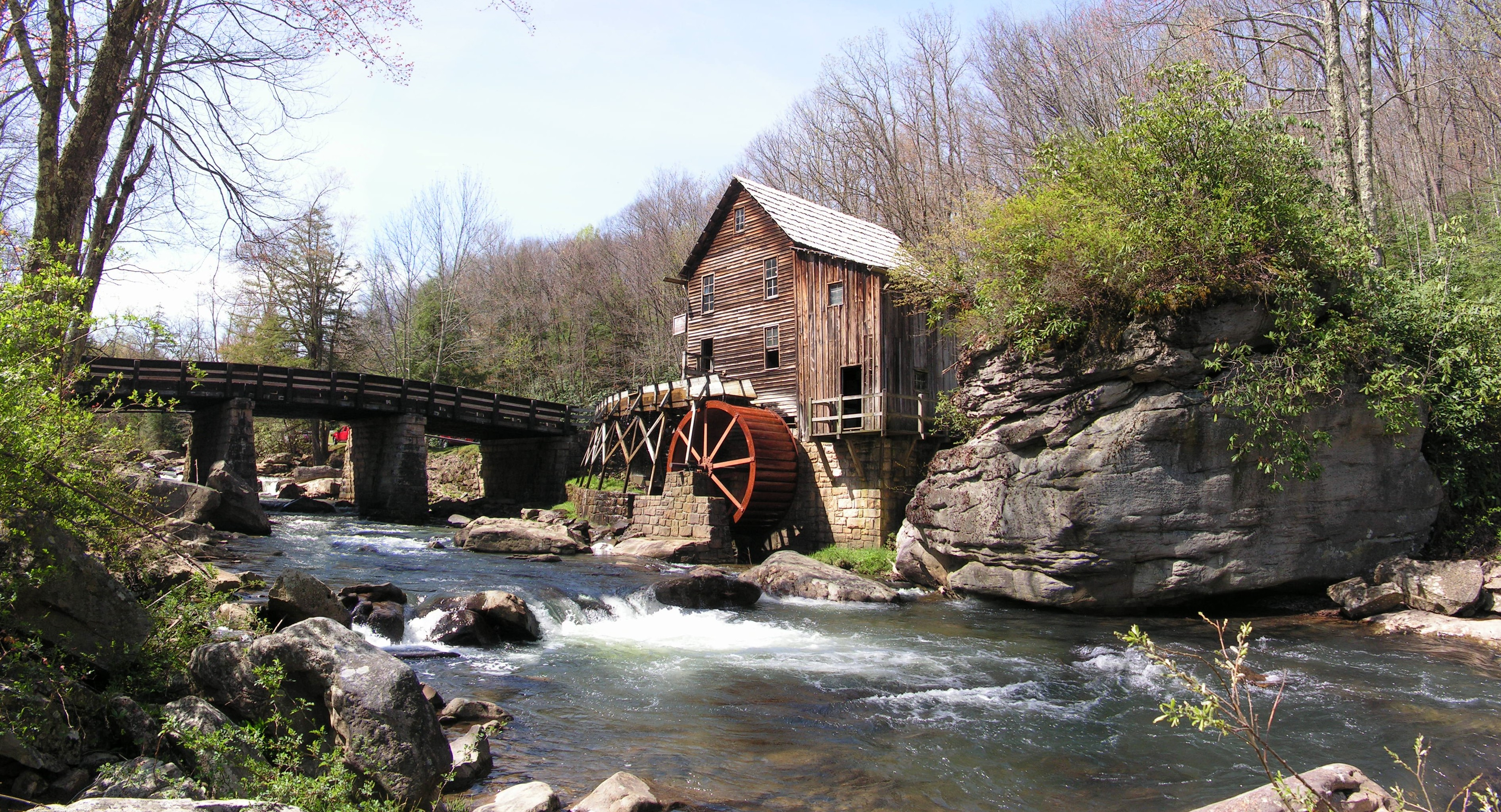
Водяная мельница

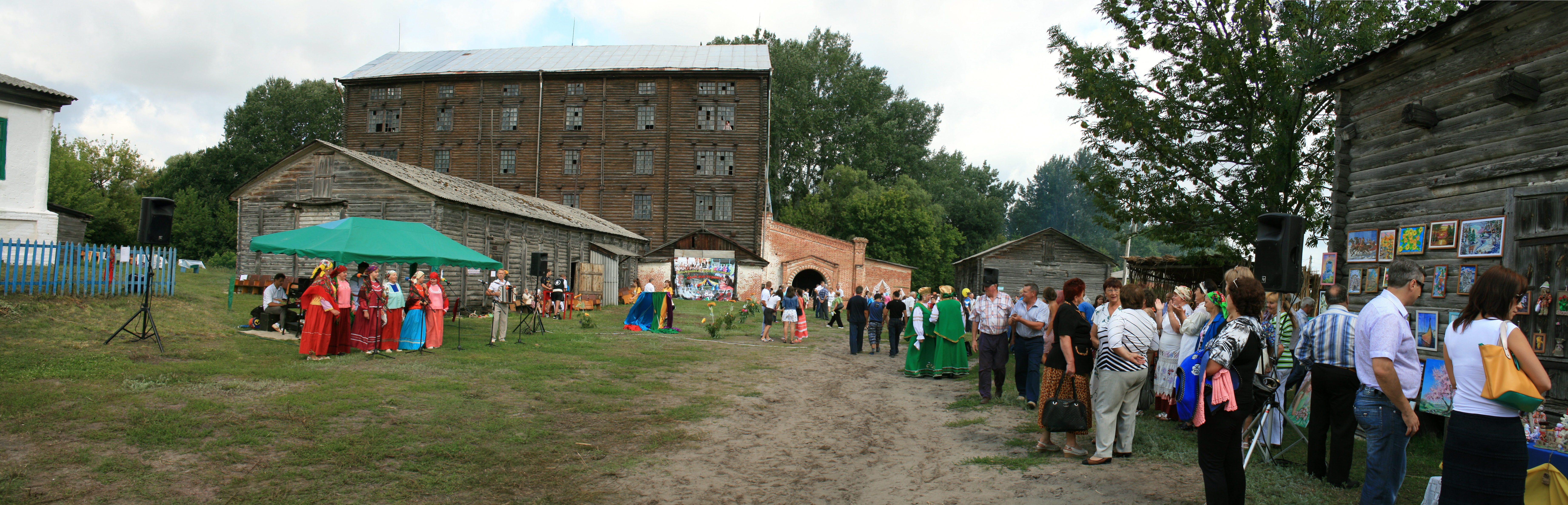
Шестиэтажная «мельница Баркова» в Белгородской области

I. механизм для измельчения чего-либо, например, руды, угля, зёрен; 
II. архитектурное сооружение с механизмами и инструментами для переработки зерна в муку, измельчения крупных фракций сыпучих материалов в более мелкие, а также выполнения различных работ по точению, сверлению, шлифованию и других операций с деревянными, керамическими, стеклянными, каменными и металлическими заготовками.
Классическим примером мельницы служит мукомольная мельница. Одним из видов ручной мельницы является жёрнов.

## История
Выбор типа мельницы определяется размером исходных частиц, твёрдостью размалываемого материала и производительностью. Исторические предшественники мельницы — зернотёрка и ступа. Позднее стали использовать мускульную силу людей и животных, а затем и силу воды и ветра. Существовали мельницы-толкуши (толчеи) и перетирные. Основным элементом перетирных мельниц является жёрнов. В настоящее время в быту наиболее известным типом мельниц являются кофемолки и блендеры ударного типа, аналогичные молотковым мельницам, а также шнековые мясорубки.

## Виды мельниц
По типу привода различают:
- Ручная — небольшая мельница, жернова которой вращаются вручную. Примеры: жёрнов, мельницы для измельчения зёрен кофе (кофемолка), пряностей, соли.
- С приводом от упряжного скота
- Водяная
- Ветряная
- Электрическая

По конструкции мельницы подразделяются на:
- барабанные(трубные)
  - шаровые
  - стержневые
  - галечные
  - самоизмельчения
- вибромельницы
- виброцентробежные
- планетарные
- аттриторы
- шнековые (дробилки)
- бисерные
- струйные
- дисковые
- центробежно-ударные
  - молотковые
  - дезинтеграторы
  - мельницы-вентиляторы
- Вихревая мельница
- Вальцевая мельница

По поступающему сырью и получаемой продукции мельницы подразделяются на:
- хлебопекарная мельница
- макаронная мельница (мельница для твёрдых сортов пшеницы)

Мельница для зерна использует общие принципы валковых мельниц, но у неё есть важное отличие. Современная промышленная мельница сначала бережно разрушает зерно для отделения наружной части (отруби) — этот процесс называется обрушением оболочки, затем размалывает в муку или крупку сердцевину зерна (мука высшего сорта). Некоторые типы лабораторных мельниц для зерна имитирует промышленную систему помола, для определения пригодности зерна и его рыночной стоимости.
Современные мельничные линии для муки состоят из бункеров (завалочных), где мука отлёживается и набирает нужные качества, устройств непосредственно измельчающих, устройств разделяющих полученную муку или крупку на фракции. При этом мука может несколько раз проходить через «измельчающие» и фракционные механизмы, пока итеративным подходом не удастся добиться муки нужной фракции. Часто мельничные линии снабжаются механизмами тонкой очистки зерна и грануляции.
Побочными продуктами переработки мельницы являются:
- мука с высоким содержанием отрубяных частиц (мука ВСОЧ)
- кормовые зернопродукты (I, II, III, IV и V категории)
- отруби (рассыпные, гранулированные)
- сметки
- негодные отходы

В качестве отдельного класса идут так называемые лабораторные мельницы малой мощности, основанные на тех же принципах, но существенно более разнообразные по исполнению.